# Thang Longs kejserliga stad
Thang Longs kejserliga stad (vietnamesiska: vietnamesiska: Hoàng thành Thăng Long; 'Kejserliga citadellet i Thang Long') är det namn som används för kulturkomplexet som omfattar den kejserliga staden Thăng Long (tidigare namn för Hanoi) under dynastierna Lý, Trần och Lê samt Citadellet i Hanoi under Nguyendynastin. Ruinerna ligger ungefär där Hanois citadell står idag.

## Arkeologiska lämningar
2008 revs Ba Đìnhhuset för att ge plats för en ny parlamentsbyggnad. I samband med detta fann man olika arkeologiska lämningar från Thang Longkomplexet och artefakter som hittades togs till nationalmuseet för utställning. Man tror idag att endast en liten del av Thăng Long har grävts fram.

### Flaggtornet i Hanoi
Flaggtornet i Hanoi (vietnamesiska: Cột cờ Hà Nội) är ett torn i Hanoi, Vietnam, som är en av stadens kännemärken. Det är 33,4 meter högt (41 meter med flaggan) och uppfördes 1812. Tornet förstördes inte, till skillnad från många andra byggnadsverk i Hanoi, under det franska styret (1896–1897), då den användes som en militärpostering.

### Kinh Thien-palatset
Kinh Thien-palatset (vietnamesiska: 'Điện Kính Thiên') började byggas 1428 under kejsare Lê Thái Tôngs regeringstid och färdigställdes under kejsare Lê Thánh Tôngs regeringstid (1460 – 1497). 1816 byggdes det om av kejsare Gia Long som första regent i Nguyendynastin. 1841 bytta kejsare Thiệu Trị namn på palatset till  Long Thiên. Som del av Vietnams införlivande i Franska Indokina förstördes palatset 1886 av de franska kolonialisterna för att bygga kommandohögkvarter åt det franska artilleriet. Det enda som finns kvar av det ursprungliga palatset från 1400-talet idag är de ökända draktrapporna, idag del av Hanois citadell.

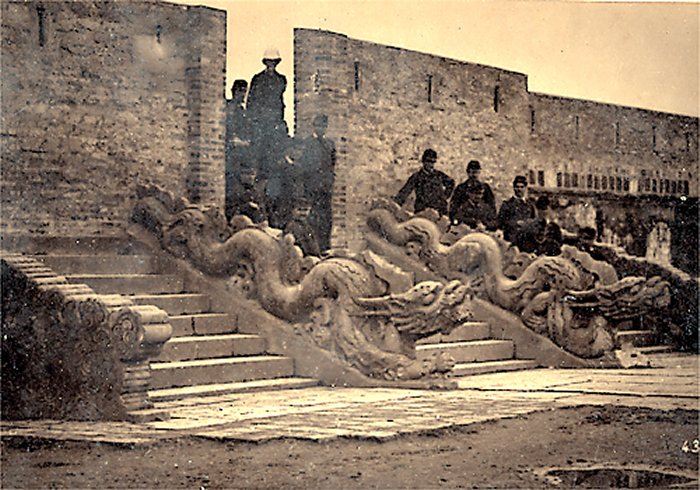
Kinh Thien-palatsets draktrappor mellan 1884 till 1885.
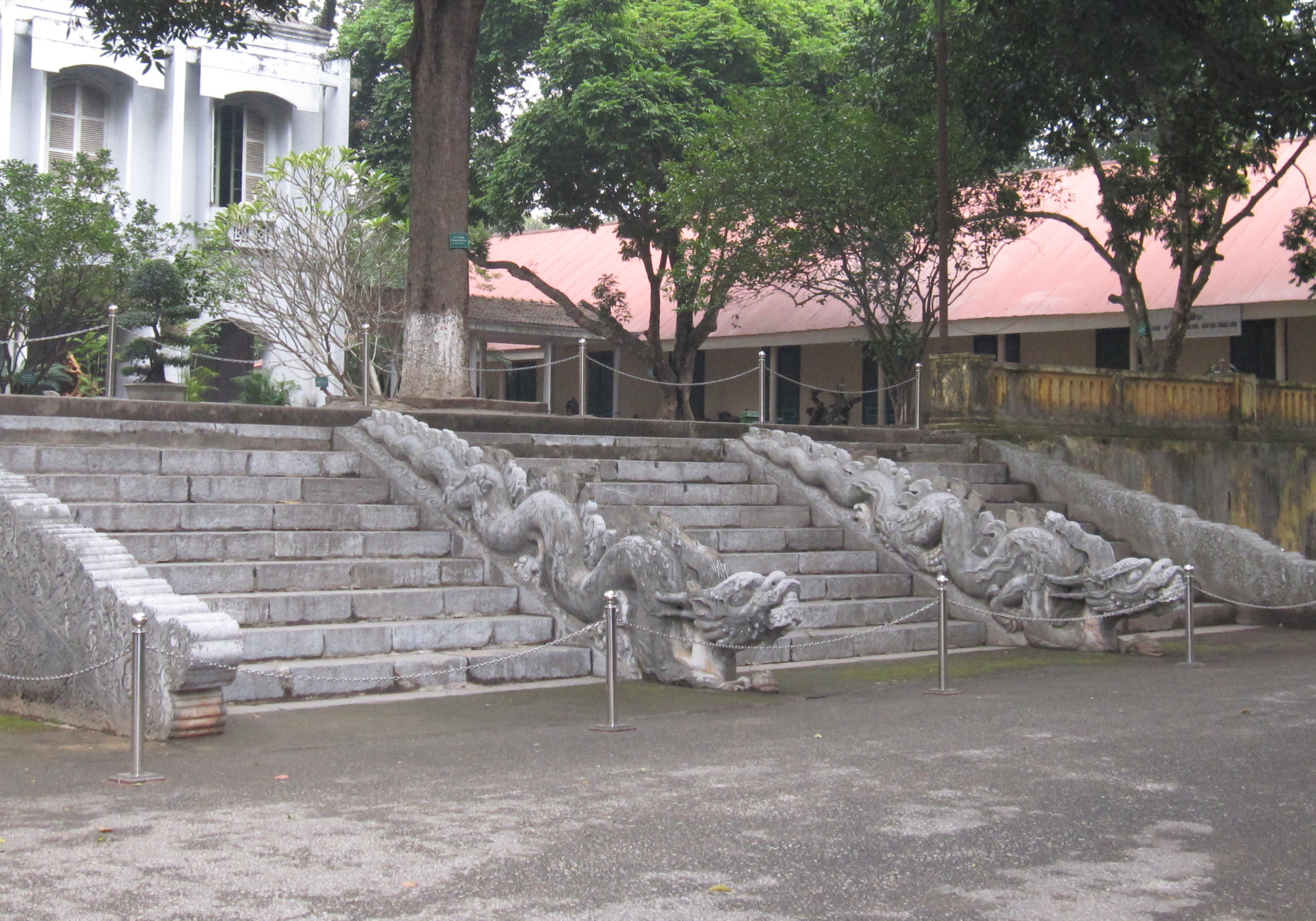
Kinh Thien-palatsets draktrappor 2008, Hanois citadell.

Det här avsnittet är helt eller delvis baserad på material från vietnamesiskspråkiga Wikipedia, Điện Kính Thiên, 27 april 2022.

## Ett världsarv
Komplexet sattes 21 juni 2006 upp på Vietnams lista över förslag till världsarv, den så kallade "tentativa listan". Den 31 juli 2010 fick komplexet status som världsarv.